# 2ª Legione Cisalpina
La 2ª Legione Cisalpina fu un'unità militare della Repubblica Cisalpina, attiva tra il 1797 e il 1798.
La Repubblica Cisalpina fu proclamata il 29 giugno 1797, come unione della Repubblica Cispadana e della Repubblica Transpadana; il 4 agosto furono istituite le legioni cisalpine, dalla fusione delle truppe cispadane e transpadane. La 2ª Legione Cisalpina fu formata a partire dalla 2ª Mezza Brigata Lombarda e fu affidata al comando del Capo-legione Domenico Pino, strutturata su tre battaglioni:
- I/2ª, al comando di Francesco Robillard, formato dalla Coorte III lombarda (cremonese);
- II/2ª, al comando di Anselmo Serres, formato dalla Coorte VI lombarda (comasca);
- III/2ª, al comando di Giacomo Fontane, formato dalla Coorte Comasca.

Al 18 febbraio 1798 la legione contava 1760 uomini; il 10 marzo si trovava a Pesaro; il 4 giugno la legione era a Como. Il 6 settembre i battaglioni erano a Milano, e la legione aveva 1405 uomini.
Il 29 novembre l'esercito cisalpino fu riorganizzato su tre Mezze-brigate, la seconda delle quali avrebbe dovuto includere la 2ª Legione Cisalpina (all'epoca forte di 1400 uomini), insieme alla 6ª Legione Cisalpina e ai Cacciatori Bresciani; il 16 dicembre, in applicazione di una legge del 30 novembre, fu formata la 2ª Mezza Brigata di linea, che includeva oltre alla 2ª anche la 7ª Legione Cisalpina.